# 돈 (2019년 영화)
《돈》은 2019년 3월 20일에 개봉한 대한민국의 영화이다.

## 줄거리
부자가 되고 싶은 꿈을 품고 여의도 증권가에 주식브로커로 입사한 조일현. 생각과는 달리 주식브로커의 삶은 고달프다. 매수주문 실수로 해고의 위기에 처했을 때 베일에 싸인 신화적인 작전설계자 번호표와 엮이게 된다. 그가 시키는 대로 하면서 상상도 못할 큰 돈을 챙기게 되지만 금융감독원 한지철의 집중 마크를 맡게 된다. 점점 커지는 판돈, 조여오는 수사망에 조일현은 위험한 배팅을 하게 된다.

## 캐스팅
- 류준열 : 조일현 역
- 유지태 : 번호표 역
- 조우진 : 한지철 역
- 김재영 : 전우성 역
- 김민재 : 유민준 역
- 정만식 : 변만수 역
- 원진아 : 박시은 역
- 김종수 : 김종식 역
- 손종학 : 임재운 역
- 임세미 : 예지 역
- 진선규 : 박창구 역
- 박명신 : 일현 어머니 역
- 한주완 : 백종필 역
- 이서환 : 금감원 문 팀장 역
- 권지훈 : 그림자 역
- 황병국 : 동명증권 감사팀 팀장 / 체크무늬셔츠 역
- 최희진 : 동명증권 감사팀 여자 / 여사감 역
- 이화룡 : 동명증권 감사팀 남자 / 안경잡이 역
- 김강현 : 김강현 역
- 허지나 : 유민준 아내 역
- 정도원 : 한지철 부하직원 역
- 이도국 : 합수단 팀장 역
- 서명찬 : 번호표 비서 역
- 구본진 : 오 형사 역
- 곽진석 : 동명증권 1팀 곽대리 역
- 홍인 : 동명증권 1팀 홍대리 역
- 김윤영 : 동명증권 1팀 트레이더 / 수진 역
- 동현배 : 동명증권 1팀 신입 역
- 정수용 : 동명증권 2팀 대리 역
- 스티븐 노 : 해외영업팀 브로커 역
- 정기섭 : 아파트 경비원 역
- 남문철 : 일현 아버지 역 (우정 출연)
- 유재명 : 스프레드 거래 주문자 역 (우정 출연)
- 황정민 : 첫번째 거래실수 주문자(전화 목소리) 역 (우정출연)
- 오대환 : 홍 부장 역 (우정 출연)
- 다니엘 헤니 : 로이 리 역 (특별 출연)

## 영화 정보
- 2019년 3월 20일에 개봉된 "돈"은 개봉일에만 1,146개 스크린에서 5,258회가 상영되며 16만 5천명의 관객이 들었다. 개봉 4일째인 3월 23일 100만 관객을 돌파했다.[1]
- 정만식 하고 조우진은  영화 《창궐 》 이후로 1개월만에 재회한다.

## 같이 보기
- 2019년 대한민국의 영화 목록